# Cage (Rapper)

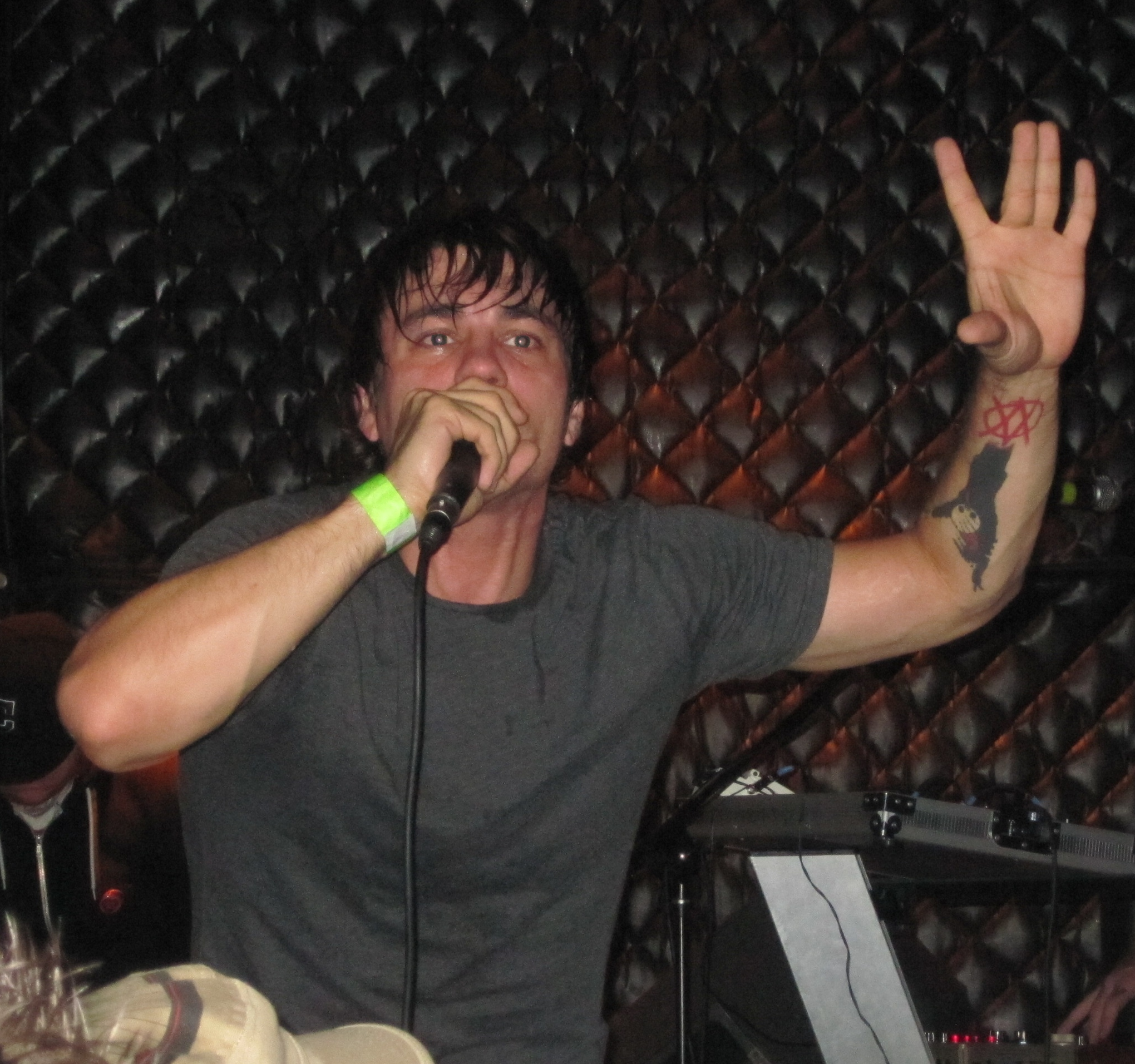
Cage, 2009

Christian „Chris“ Palko (* 1974 in Würzburg), besser bekannt unter dem Namen Cage oder auch Cage Kennylz, ist ein US-amerikanischer Rapper aus New York City.

## Leben
Der in Würzburg geborene Rapper Cage lebte bis zu seinem vierten Lebensjahr mit seiner Mutter und seinem Vater, der für die Military Police arbeitete, in einer US-Basis in Westdeutschland. Nachdem der Vater wegen des Konsums und des Handels mit Heroin unehrenhaft entlassen worden war, verließ die Familie Deutschland und zog nach New York. Palko lebte mit seiner Mutter weiterhin bei seinem schwer drogenkranken Vater, bis dieser, nachdem er mit einer Schrotflinte die Familie bedroht hatte, festgenommen und zu einer Haftstrafe verurteilt wurde. Zu dieser Zeit konsumierte Palko selbst Drogen wie LSD, Meskalin und Cannabis und verbrachte ebenfalls wegen kleinerer Delikte einige Monate in Besserungsanstalten. Als dem Jugendlichen wegen weiterer Verstöße eine Haftstrafe drohte, konnte seine Mutter den Richter überzeugen, Palko wegen seiner gestörten Kindheit nicht in ein Gefängnis zu schicken. Stattdessen wurde der verstörte Jugendliche in einer psychiatrischen Klinik untergebracht. Dort wurde er ungefähr 18 Monate festgehalten und auf Grund einer Fehldiagnose mit diversen Antidepressiva behandelt. Er gehörte zu einer kleinen Gruppe von Probanden, an denen der Wirkstoff Fluoxetin getestet wurde. Auch wurde er mehrmals ohne Genehmigung und genauerer Beschäftigung mit seinem Fall von Klinikpersonal an Betten fixiert oder in eine Zwangsjacke gesteckt. Es folgten diverse Selbstmordversuche wie der Versuch sich mit den Schnürsenkeln zu erhängen und das Aufbewahren aller Medikamente der Lithiumtherapie über einen Monat, um alles auf einmal zu konsumieren.
Als Palko im Alter von 18 Jahren entlassen wurde, begann seine musikalische Karriere als Untergrundrapper in New York City. Im Interview bei "TheBeeShine" im März 2015 sprach er über seine damalige Motivation. Seine ehemaligen Freunde und musikalischen Kollegen wurden aus seiner Perspektive betrachtet erfolgreich, während er in der Anstalt gewesen war und er wollte ihnen zeigen, dass er genauso talentiert sei.
Der Aufenthalt in der psychiatrischen Klinik als auch die Geschehnisse in seiner Kindheit sollten stark die anfänglichen Texte des Rappers beeinflussen. Palkos Künstlername „Cage“ wechselte er in einigen Liedern. So nannte er sich häufig auch Alex, nachdem Palko den Film Uhrwerk Orange gesehen hatte, und er feststellte, dass die Geschichte des Protagonisten „Alex“ mit dem eigenen Schicksal zahlreiche Parallelen aufweist. Zu dieser Zeit arbeitete Cage auch mit Necro zusammen, der für Cage als Produzent der beiden Lieder „Agent Orange“ und „Radiohead“ tätig gewesen ist.
1999 schloss sich Palko mit einigen New Yorker Underground-Rappern zur losen Crew The Weathermen zusammen. Zu den Mitgliedern der Gruppe gehören unter anderem die Rapper El-P und Aesop Rock. Die Zugehörigkeit zu dieser Gruppe stellt in vielen Liedern von Cage ein zentrales Element dar und das Weathermen-Logo ziert in verschiedenen Variationen einige Alben-Cover (unter anderem The Conspiracy, Weatherproof und die I Never Knew You EP).
Sein Debütalbum Movies for the Blind erschien 2002 über das Label Eastern Conference Records des Hip-Hop-Duos The High & Mighty, mit denen Cage außerdem die Gruppe Smut Peddlers bildete. Auf diesem Album arbeitete Cage außerdem auf dem Song Holdin a Jar 2 mit Definitive-Jux-Boss El-P zusammen, dessen Label ihn später unter Vertrag nahm. 2004 erschien dort sein zweites Album Hell’s Winter, an dessen Produktion El-P maßgeblich beteiligt war. Ebenfalls über Definitive Jux erschien 2009 erst die I Never Knew You EP, die das später im Jahr erscheinende dritte Studioalbum Depart from Me ankündigte. Auf Depart from Me übernahm der Rock-Musiker Sean „F“ Martin den Großteil der Produktion, weswegen das Album dem Subgenre Raprock zugeordnet werden kann. 2013 erschien Palkos viertes Album Kill the Architect als erstes Album, das nach der Neueröffnung von Eastern Conference Records über dieses Label erschien. Die Produktion übernahm, wie schon auf dem Debütalbum, DJ Mighty Mi.
Der Schauspieler Shia LaBeouf, der mit Cage befreundet ist, arbeitet seit geraumer Zeit daran, einen Film über das filmreife Leben des Rappers zu produzieren und gleichzeitig die Hauptrolle zu übernehmen.

## Diskografie

### Alben
- Movies for the Blind (2002)
- Hell’s Winter (2005)
- Depart from Me (2009)
- Kill The Architect (2013)
- Infernal Depths (2019)
  - zusätzlich als Remastered Version veröffentlicht
- Death Miracles (2020)

### EPs
- Weatherproof (2003)
- I Never Knew You (2009)

### Demos, Tours and Exclusives
- For Your Box (2000)
- The Home Movies (2004)
- Favorite Bastard Babies (2005)
- The Hell’s Winter Tour DVD (2006)
- The Best And Worst Of Cage (2008)
- The Best And Worst Of Cage Vol. 2 (2012)
- Cage WKCR 92-99 (2012)

### Kollaborationen
- Porn Again (2001) Smut Peddlers (mit Mr. Eon und DJ Mighty Mi)
- Nighthawks (2002) mit Camu Tao
- The Conspiracy (2003) The Weathermen
- Waterworld (2004) Leak Bros. (mit Tame One)